# 帕夫拉戈尼亚
帕夫拉戈尼亚（英語：Paphlagonia）。小亚细亚古地名之一。位于黑海沿岸的安纳托利亚中北部，比提尼亚以东，本都以西，南边与弗里吉亚（后来的加拉太）隔了座从比提尼亚向东延伸的奥林匹斯山。其形迹见于古希腊地理学家史特拉波的记述。该地崎岖多山，其山谷盛产榛子、李子、樱桃和梨等多种水果。其山坡中有茂密的森林。公元前7世纪后，古希腊人在此长期活动。他们建立城邑并进行君主统治。为安纳托利亚最古老的国家之一。其历史事迹亦见于希罗多德与色诺芬等相关著述。

## 扩展阅读
- 本条目包含来自公有领域出版物的文本: Chisholm, Hugh (编).  (第11版). London: Cambridge University Press. 1911.